# Emma Theofelus
Emma Inamutila Theofelus (28 de marzo de 1996) es una política namibia, que actualmente ocupa el cargo de Ministra de Información, Comunicación y Tecnología a partir del 9 de febrero de 2024. Theofelus tenía 23 años en el momento de su nombramiento en marzo de 2020 y es la actual ministra más joven del Gobierno tanto en África como en Namibia.

## Trayectoria
Theofelus fue alcaldesa júnior en el Consejo Júnior de la ciudad de Windhoek desde 2013. Es una antigua activista juvenil, ya que fue vicepresidenta del Parlamento de los Niños entre 2013 y 2018. Comenzó su carrera tras finalizar la carrera de Derecho en la Universidad de Namibia, como oficial jurídico en el Ministerio de Justicia. La llamada de la Casa del Estado fue una sorpresa.
El nombramiento de líderes más jóvenes para altos cargos no es del todo nuevo en África. Theophilus fue nombrada viceministra de Información, Comunicación y Tecnología de Namibia en marzo de 2020, como parte del gabinete del fallecido Dr. Hage Geingob en su segundo mandato. En su cargo, se le encomendó la tarea de ayudar a dirigir la comunicación pública sobre las medidas preventivas contra la pandemia de COVID-19 en Namibia. En el momento de su nombramiento, Theophilus tenía 23 años y era una de las ministras más jóvenes del gabinete de África. También es miembro de la junta directiva del Consejo Nacional de Educación Superior.
Como viceministra, dirigió la campaña nacional de comunicación pública sobre la prevención del COVID-19 en Namibia, y como diputada, su moción permitió que los productos de higiene femenina se identificaran como mercancía libre de impuestos. Antes de su nombramiento, Theophilus fue miembro de la sección namibia de AfriYAN, una organización regional dirigida por jóvenes, donde dirigió iniciativas pioneras para luchar contra el embarazo adolescente y proteger la salud sexual y reproductiva de los jóvenes.

## Logros
En 2020 fue considerada una de las 100 mujeres africanas más influyentes, la persona más joven de esta lista. En 2021, Theofelus fue reconocida como una de las 100 mujeres del año por la BBC. También recibió el Premio de Población de las Naciones Unidas en 2022 por su trabajo en defensa del empoderamiento de la mujer y la salud sexual y reproductiva de los adolescentes en Namibia.
En 2021, Theofelus propuso una moción sobre la eliminación del impuesto sobre las compresas higiénicas en el Parlamento. En 2022, la moción se hizo efectiva cuando el ministro de Finanzas Iipumbu Shiimi anunció la abolición del Impuesto sobre el Valor Añadido de las compresas higiénicas, según la Ley de Enmienda Fiscal de 2022, en vigor desde el 1 de enero de 2023.

## Intereses
Sus intereses legislativos son la supervisión parlamentaria, el autodesarrollo parlamentario, el Parlamento electrónico, la legislación sobre el cambio climático, la participación de los jóvenes en el Parlamento y la investigación parlamentaria.